# Enzo Borges
Enzo Borges (Rivera, Departamento de Rivera, Uruguay, 22 de julio de 1986) es un futbolista uruguayo. Juega como delantero y su equipo actual es el Ferro Carril Futbol Club de la Primera División de la Liga Salteña de Futbol de Uruguay.

## Trayectoria
Debutó con el Montevideo Wanderers en el 2007.
Descendió de categoría con Cerro Largo donde anotó 6 goles.
Fue campeón con Comerciantes Unidos en la Segunda División Peruana 2015 siendo el goleador del equipo con 12 tantos.
Al siguiente año fue contratado para Defensor la Bocana club donde desciende, sin embargo, Enzo fue el máximo goleador del equipo piurano con 17 goles.
Eso le valió para ser contratado para el Juan Aurich, anotó 11 goles en 33 partidos. Además, jugó la Copa Sudamericana 2017.
El 2018 ficha por el Nacional Potosí de Bolivia no teniendo mucha continuidad.
A mitad del 2018 ficha por Deportivo Coopsol haciendo un buen año.
El 2019 vuelve por segunda vez a Comerciantes Unidos de la Liga 2 para devolverlo a la Liga 1.
El 2020 vuelve a Cerro Largo de su país y anota el primer gol en la historia de la Copa Libertadores en el empate  1 a 1 ante Colo Colo de Chile. Al año siguiente clasificó a la Copa Sudamericana.
Hizo más de 15 goles en la temporada.
Después ficha por River Plate de Primera División de Paraguay donde jugó el campeonato paraguayo de 1.ª hasta noviembre de 2021.
El 2022 vuelve a Uruguay fichando por Deportivo Maldonado, donde es el goleador del equipo. Actualmente ya lleva 9 tantos al comienzo del torneo clausura.

### Hat tricks
| 1 | 28 de junio de 2015     | Municipal, Pacasmayo                         | CD Serrato - Comerciantes Unidos |  | 2 - 4 | Segunda División Peruana 2015 |
| 2 | 2 de septiembre de 2018 | Municipal, Pacasmayo                         | CD Serrato - Deportivo Coopsol   |  | 0 - 8 | Segunda División Peruana 2018 |
| 3 | 20 de agosto de 2020    | Municipal Arquitecto Antonio E. Ubilla, Melo | Cerro Largo - Liverpool FC       |  | 4 - 3 | Campeonato Uruguayo 2020      |

## Clubes
| Club                  | País     | Año         |
| --------------------- | -------- | ----------- |
| Montevideo Wanderers  | Uruguay  | 2006        |
| Cerrito               | Uruguay  | 2007        |
| São José              | Brasil   | 2009        |
| 14 de Julho           | Brasil   | 2010        |
| Río Grande            | Brasil   | 2011        |
| 14 de Julho           | Brasil   | 2012        |
| Cerro Largo           | Uruguay  | 2013-2015   |
| Comerciantes Unidos   | Perú     | 2015        |
| Defensor La Bocana    | Perú     | 2016        |
| Juan Aurich           | Perú     | 2017        |
| C. A. Nacional Potosí | Bolivia  | 2018        |
| Deportivo Coopsol     | Perú     | 2018-2019   |
| Comerciantes Unidos   | Perú     | 2019        |
| Cerro Largo           | Uruguay  | 2020-2021   |
| River Plate           | Paraguay | 2021        |
| Deportivo Maldonado   | Uruguay  | 2022 - act. |

## Palmarés

### Títulos nacionales
| Título                    | Club                | País | Año  |
| ------------------------- | ------------------- | ---- | ---- |
| Segunda División del Perú | Comerciantes Unidos | Perú | 2015 |

### Distinciones individuales
| Distinción                                                                  | Año  |
| --------------------------------------------------------------------------- | ---- |
| Goleador histórico del Defensor La Bocana (17)                              | 2016 |
| Nominado a mejor jugador Liga 2 según la SAFAP                              | 2019 |
| Preseleccionado como delantero en el mejor once de la Liga 2 según la SAFAP | 2019 |
| Equipo ideal de la Liga 2 según el portal periodístico Dechalaca.com        | 2019 |